# 圣艾格尼丝岛
圣艾格尼丝岛（英語：St Agnes）也作圣阿格尼丝岛，是英国西南部锡利群岛中的第四大岛屿，是锡利群岛中最南的一座有人定居的岛屿，面积1.48平方（0.57平方英里）。2001年人口73人（连同相邻的古夫島）。